# Aleksandr Iwanow (chodziarz)
Aleksandr Iwanow, ros. Александр Алексеевич Иванов (ur. 25 kwietnia 1993) – rosyjski lekkoatleta specjalizujący się w chodzie sportowym.
W 2011 był szósty podczas mistrzostw Europy juniorów. Srebrny medalista chodu na 10 kilometrów juniorów z pucharu świata w Sarańsku (2012). Wicemistrz świata juniorów z 2012. Rok później został mistrzem świata w chodzie na 20 kilometrów. Srebrny medalista mistrzostw Europy w Zurychu (2014).
Medalista juniorskich zimowych mistrzostw Rosji w chodzie sportowym.
Rekordy życiowe: chód na 10 kilometrów – 40:12,90 (13 lipca 2012, Barcelona); chód na 20 kilometrów – 1:19:45 (13 sierpnia 2014, Zurych).
W marcu 2019 Iwanow został zdyskwalifikowany na 3 lata za używanie dopingu. Wszystkie jego rezultaty od 9 lipca 2012 do 17 sierpnia 2014 roku zostały unieważnione, co spowodowało utratę złota na Mistrzostwach Świata w Moskwie, srebra na Mistrzostwach Świata juniorów w Barcelonie w chodzie na 10 kilometrów, srebra na Młodzieżowych Mistrzostwach Europy w Tampere, oraz srebra na Mistrzostwach Europy w Zurychu.

## Osiągnięcia
| Rok  | Impreza                           | Miejsce   | Konkurencja              | Pozycja    | Wynik    |
| ---- | --------------------------------- | --------- | ------------------------ | ---------- | -------- |
| 2011 | Mistrzostwa Europy juniorów       | Tallinn   | chód na 10 km            | 6. miejsce | 43:29,51 |
| 2012 | Puchar świata w chodzie sportowym | Sarańsk   | chód na 10 km (juniorzy) | 2. miejsce | 41:42    |
| 2012 | Mistrzostwa świata juniorów       | Barcelona | chód na 10 km            | DSQ        | 40:12,90 |
| 2013 | Młodzieżowe mistrzostwa Europy    | Tampere   | Chód na 20 km            | DSQ        | 1:21:34  |
| 2013 | Mistrzostwa świata                | Moskwa    | Chód na 20 km            | DSQ        | 1:20:58  |
| 2014 | Mistrzostwa Europy                | Zurych    | Chód na 20 km            | DSQ        | 1:19:45  |